# Episodi di The Vampire Diaries (quarta stagione)
La quarta stagione della serie televisiva The Vampire Diaries, composta da ventitre episodi, è stata trasmessa sul canale statunitense The CW dall'11 ottobre 2012 al 16 maggio 2013.
In Italia, la stagione è stata trasmessa in prima visione assoluta dal 29 novembre 2012 al 13 giugno 2013 su Mya di Mediaset Premium. È stata trasmessa in chiaro dal 9 maggio al 24 luglio 2014 su La5.
Al termine di questa stagione esce dal cast principale Joseph Morgan. Matt Davis ricompare come guest star.
L'episodio Conseguenze è un backdoor pilot, che ha dato origine alla serie televisiva spin-off The Originals.
| n° | Titolo originale                 | Titolo italiano                 | Prima TV USA     | Prima TV Italia  |
| -- | -------------------------------- | ------------------------------- | ---------------- | ---------------- |
| 1  | Growing Pains                    | Tutto sta per cambiare          | 11 ottobre 2012  | 29 novembre 2012 |
| 2  | Memorial                         | Il bivio                        | 18 ottobre 2012  | 6 dicembre 2012  |
| 3  | The Rager                        | Festa fatale                    | 25 ottobre 2012  | 13 dicembre 2012 |
| 4  | The Five                         | I cinque cacciatori del passato | 1º novembre 2012 | 20 dicembre 2012 |
| 5  | The Killer                       | Il killer                       | 8 novembre 2012  | 27 dicembre 2012 |
| 6  | We All Go a Little Mad Sometimes | A volte impazziamo tutti un po' | 15 novembre 2012 | 3 gennaio 2013   |
| 7  | My Brother's Keeper              | Il custode di mio fratello      | 29 novembre 2012 | 10 gennaio 2013  |
| 8  | We'll Always Have Bourbon Street | Si torna a Bourbon Street       | 6 dicembre 2012  | 17 gennaio 2013  |
| 9  | O Come, All Ye Faithful          | Adeste Fideles                  | 13 dicembre 2012 | 24 gennaio 2013  |
| 10 | After School Special             | Speciale dopo scuola            | 17 gennaio 2013  | 21 marzo 2013    |
| 11 | Catch Me if You Can              | Prendimi se puoi                | 24 gennaio 2013  | 28 marzo 2013    |
| 12 | A View to a Kill                 | Nel mirino del killer           | 31 gennaio 2013  | 4 aprile 2013    |
| 13 | Into the Wild                    | Nel bel mezzo di nulla          | 7 febbraio 2013  | 11 aprile 2013   |
| 14 | Down the Rabbit Hole             | Giù nella tana del coniglio     | 14 febbraio 2013 | 18 aprile 2013   |
| 15 | Stand by Me                      | Resta accanto a me              | 21 febbraio 2013 | 25 aprile 2013   |
| 16 | Bring It On                      | Il marchio                      | 14 marzo 2013    | 2 maggio 2013    |
| 17 | Because the Night                | Notte a New York                | 21 marzo 2013    | 9 maggio 2013    |
| 18 | American Gothic                  | Vita in provincia               | 28 marzo 2013    | 16 maggio 2013   |
| 19 | Pictures of You                  | Le tue foto                     | 18 aprile 2013   | 23 maggio 2013   |
| 20 | The Originals                    | Conseguenze                     | 25 aprile 2013   | 30 maggio 2013   |
| 21 | She's Come Undone                | Il patto                        | 2 maggio 2013    | 6 giugno 2013    |
| 22 | The Walking Dead                 | Il morto che cammina            | 9 maggio 2013    | 13 giugno 2013   |
| 23 | Graduation                       | Il diploma                      | 16 maggio 2013   | 13 giugno 2013   |

## Tutto sta per cambiare
- Titolo originale: Growing Pains
- Diretto da: Chris Grismer
- Scritto da: Caroline Dries

### Trama
Elena si sveglia la mattina dopo l'incidente, di cui non ricorda quasi nulla. Stefan e Damon le spiegano che la notte precedente è morta, salvando Matt, con il sangue di Damon in circolo datogli dalla dottoressa Fell in seguito ad un trauma cranico molto grave. La ragazza realizza quindi di essere in fase di transizione per diventare vampira. Nel frattempo in città il pastore Young, membro del Consiglio dei Fondatori, arresta lo sceriffo Forbes e il sindaco Lockwood, poiché Alaric aveva precedentemente rivelato ai membri del Consiglio che Caroline e Tyler sono degli esseri soprannaturali. 
Klaus è ancora nel corpo di Tyler e cerca di convincere Bonnie a farlo ritornare nel suo vero corpo, ma la strega deve prima cercare di riportare in vita Elena, fermando la transizione. Intanto il pastore Young e il resto dei membri del Consiglio catturano ed imprigionano Rebekah, Stefan ed Elena nella fattoria del pastore. Anche Caroline viene catturata, ma viene salvata da Klaus. Elena, nella sua fase di transizione in vampiro, comincia a sentire in modo amplificato tutte le sue emozioni e ricordare cose che Damon aveva eliminato dalla sua mente soggiogandola, tra cui la sera in cui per la prima volta le aveva confessato di amarla, dopo averle ridato il ciondolo che credeva di aver perso.
Bonnie si reca spiritualmente nell'aldilà per cercare di far tornare umana Elena, ma sua nonna la ferma dicendole di tornare immediatamente nell'altro mondo e di non praticare mai più la magia nera, altrimenti gli spiriti la puniranno. Bonnie, quindi, non riesce a salvare Elena, la quale sta iniziando a mostrare segni di stanchezza, prime avvisaglie che se non si nutrirà presto morirà. Stefan allora, grazie all'aiuto di Rebekah, uccide una guardia permettendo ad Elena di berne il sangue e di completare, così, la trasformazione. Poco dopo, Damon e Matt arrivano alla fattoria e salvano tutti i vampiri. Bonnie esegue l'incantesimo per trasferire l'anima di Klaus nel suo vero corpo e Tyler è così libero. Avendo compiuto un incantesimo di magia nera, Bonnie attira su di sé le ire degli spiriti che decidono di punirla, ma sua nonna si sacrifica per lei e viene punita al suo posto. Mentre Stefan dona un anello solare ad Elena creato da Bonnie, il pastore Young decide di farsi saltare in aria con gli altri membri del Consiglio dei Fondatori, ignari delle sue intenzioni.
- Special guest star: Jasmine Guy (Sheila Bennett).
- Guest star: Claire Holt (Rebekah Mikaelson), Marguerite MacIntyre (Sceriffo Liz Forbes), Michael Reilly Burke (Pastore Young), Torrey DeVitto (Meredith Fell), Lex Shontz (Poliziotto).
- Altri interpreti: Susan Walters (Carol Lockwood), Neko Parham (Membro del Consiglio).
- Ascolti USA: telespettatori 3 480 000 – share (18–49 anni) 4%[3]

## Il bivio
- Titolo originale: Memorial
- Diretto da: Rob Hardy
- Scritto da: Jose Molina e Julie Plec

### Trama
In città arriva un uomo, Connor Jordan, che comincia ad indagare sulla morte del pastore e degli altri membri del Consiglio. Elena, intanto, aiutata da Stefan, cerca di nutrirsi di sangue animale, ma ogni volta lo rigetta. Damon, allora, le fa bere il suo sangue, ma anche questo tentativo fallisce. Elena, infatti, ha bisogno di nutrirsi direttamente da una vena, ma il pensiero di poter uccidere qualcuno le impedisce di nutrirsi direttamente da un essere umano.
In città si stanno per svolgere i funerali delle vittime dell'esplosione e per l'occasione April, la figlia del pastore a cui Elena faceva da baby sitter, torna in città. La ragazza viene però attaccata in chiesa dal misterioso straniero Connor, che altro non è che un cacciatore di vampiri, che aveva già prima colpito Tyler. Lo scopo del cacciatore è scoprire se ci sono vampiri in città, così, durante la celebrazione in chiesa, tende una trappola lasciando che il sangue di April scorra, nel tentativo di scovare i vampiri. Damon capisce che è una trappola e invita tutti a non muoversi, ma Elena è insofferente all'odore del sangue. La ragazza sta per perdere il controllo a causa della fame, così Matt, che si sente in colpa per la sua situazione, le offre il proprio. Tyler, intanto, tenta di attirare l'attenzione su di sé per proteggere gli amici e viene così colpito dal cacciatore. Lo sparo crea la confusione generale e permette ai suoi amici di allontanarsi. Mentre tutti scappano via Damon recupera il Cacciatore Connor per avere vendetta riguardo a ciò che ha causato durante la cerimonia, ed Elena per la prima volta, sotto consiglio della sua amica Caroline, riesce a persuadere April, ancora a terra con le mani legate a causa di Connor, facendole dimenticare ciò che era successo.
Intanto, in casa Mikaelson, Klaus con le scorte del sangue di Elena, si prepara a lasciare la città per dar vita a una nuova stirpe di ibridi al suo servizio; e spezza il collo alla sorella quando questa disperata per la creduta perdita del fratello che se ne infischia della sua tristezza, gli butta via le scorte di sangue. 
Successivamente, al Mystic Grill, Matt e Jeremy incontrano il cacciatore e Jeremy vede sul braccio dell'uomo un tatuaggio che nessun altro può vedere. Elena, Stefan, Caroline, Jeremy, Bonnie e Matt fanno volare in cielo lanterne giapponesi ricordando i loro cari scomparsi tragicamente, mentre Damon, sulla tomba di Alaric, confessa all'amico di sentire la sua mancanza. Lo spirito invisibile dell'uomo, dietro Damon, afferma che anche lui sente la stessa cosa.
- Guest star: Matt Davis (Alaric Saltzman), Claire Holt (Rebekah Mikaelson)[4], Marguerite MacIntyre (Sceriffo Liz Forbes), Todd Williams (Connor Jordan), Grace Phipps (April Young), Michael Reilly Burke (Pastore Young)[5].
- Altri interpreti: Susan Walters (Carol Lockwood), Randall Taylor (Pastore McGinnis).
- Ascolti USA: telespettatori 2 910 000 – share (18–49 anni) 4%[6]

## Festa fatale
- Titolo originale: The Rager
- Diretto da: Lance Anderson
- Scritto da: Brian Young

### Trama
Dopo essere stato ferito, Tyler è ricoverato in ospedale per non destare sospetti, dato che tutta la città ha assistito allora, ma qui viene nuovamente aggredito ed immobilizzato dal cacciatore, che estrae il suo veleno di lupo mannaro, ottenendo così un'arma per uccidere tutti i vampiri presenti in città. 
Connor decide di avvicinare Jeremy, confidandogli che se è riuscito a vedere il suo tatuaggio, invisibile a tutti, allora è un potenziale futuro cacciatore.
Nel frattempo, Elena si nutre di Matt cercando di non oltrepassare il limite, per paura di non riuscire a fermarsi in tempo ed ucciderlo. In città, vista la recente sparatoria in chiesa, scatta il coprifuoco per tutti i giovani, ma Rebekah organizza una festa di ribellione nella sua nuova casa. Elena e Stefan si recano alla festa, nonostante tra le due ragazze non scorra buon sangue infatti Rebekah provoca continuamente Elena. In città arriva Hayley, una lupa mannara che aiutò Tayler a rompere l'asservimento da Klaus, per il quale Tyler prova una forte attrazione, e quando Caroline preferisce andare dal suo fidanzato piuttosto che divertirsi alla festa organizzata da Rebekah, Tyler la respinge dicendo che casa sua era piena di ibridi che erano lì per sorvegliarlo sotto ordine di Klaus, quindi sarebbero stati sotto occhi indiscreti, ma la verità è che in casa di Tyler c'era Hayley, di cui Caroline non sa nulla, e teme lei possa scoprirla. 

Damon escogita un piano per catturare il cacciatore e viene aiutato, oltre che da Jeremy e Meredith, anche da Klaus, che ha imposto ai suoi ibridi di tenere sotto controllo Tyler, dato che non ha più sangue di Elena per creare nuovi ibridi. Attirato nel magazzino dell'ospedale, Connor viene catturato e immobilizzato da Damon e Klaus. Prima che il cacciatore si suicidi facendosi saltare in aria, l'Originale dice a Connor che lui è uno dei Cinque.
Intanto, alla festa, Elena e Rebekah scoprono di essere state avvelenate con il siero di Tyler dal cacciatore e Klaus va in loro soccorso dopo le sue ultime scoperte su Connor. Damon offre ad Elena il suo aiuto per controllare la sete, mentre si scopre che Klaus ha salvato il cacciatore dall'esplosione.
- Guest star: Claire Holt (Rebekah Mikaelson), Todd Williams (Connor Jordan), Grace Phipps (April Young), Torrey DeVitto (Meredith Fell), Phoebe Tonkin (Hayley Marshall).
- Altri interpreti: Susan Walters (Carol Lockwood), Nicci Faires (Heather).
- Ascolti USA: telespettatori 2 870 000 – share (18–49 anni) 4%[3]

## I cinque cacciatori del passato
- Titolo originale: The Five
- Diretto da: Joshua Butler
- Scritto da: Brett Matthews e Rebecca Sonnenshine

### Trama
Damon, Elena e Bonnie si recano in college fuori città, nella speranza di insegnare alla nuova vampira a cibarsi. Stefan è riluttante all'idea di lasciare Elena e Damon ma, dopo aver scoperto che il cacciatore è ancora vivo e prigioniero di Klaus, decide di rimanere a Mystic Falls per indagare. Al college, Damon, Elena e Bonnie seguono una lezione del professor Shane, che conosceva la nonna di Bonnie e che si rivela molto informato riguardo al mondo soprannaturale. Nel frattempo, a Mystic Falls, Klaus racconta a Stefan dei 5, un gruppo di cacciatori che egli ha conosciuto novecento anni prima, e chiede a Stefan di aiutarlo a scoprire cosa nasconde la sorella al riguardo, in quanto all'epoca era stata legata sentimentalmente ad uno di loro.

Al college, Damon ed Elena si recano ad un ballo organizzato dagli studenti, e la ragazza comincia a lasciarsi andare e a nutrirsi senza remora e senza uccidere nessuno. Intanto, Bonnie affronta l'argomento "magia" con il professore. Rebekah decide di raccontare ciò che sa a Stefan e Klaus, e dal suo racconto si scopre che il tatuaggio dei Cinque cacciatori è una mappa per trovare la cura per il vampirismo. Klaus costringe Jeremy a disegnare il tatuaggio, in quanto è l'unico in grado di vederlo. Rebekah viene pugnalata dal fratello dopo aver rivelato a Stefan dov'era stata sepolta la spada del cacciatore, elemento fondamentale per interpretare la mappa. Damon ed Elena discutono circa la nuova natura della ragazza, troppo differente rispetto a prima, e che pertanto Elena fa fatica ad accettare. Nel frattempo, Connor riesce a liberarsi e a uccidere l'ibrido messo a fargli la guardia e si reca nell'ufficio del professor Shane.
- Guest star: Claire Holt (Rebekah Mikaelson), Todd Williams (Connor Jordan), Grace Phipps (April Young), Paul Telfer (Alexander), David Alpay (Atticus Shane), Daniel Gillies (Elijah Mikaelson).
- Altri interpreti: Morgan Pelligrino (Ragazza), Michael Lee Kimel (Nate), Jeremy Palko (Frankie), Dane Davenport (Jock), Jen Harper (Strega dei Cinque).
- Ascolti USA: telespettatori 3 270 000 – share (18–49 anni) 4%[7]

## Il killer
- Titolo originale: The Killer
- Diretto da: Chris Grismer
- Scritto da: Michael Narducci

### Trama
Connor torna nel suo camper mentre ricorda la conversazione avuta con Shane, che gli ha chiesto di uccidere tutti i vampiri di Mystic Falls. Il giorno seguente, il cacciatore si reca al Mystic Grill dove prende in ostaggio Jeremy, Matt e April per attirare Stefan e gli altri. Klaus, che si trova in Italia, informa Stefan circa la fuga del cacciatore e gli intima di tenerlo in vita. Connor invia un messaggio a Tyler, Stefan e Damon usando il telefono di Jeremy, chiedendo loro di raggiungerlo al Grill, dove ha piazzato trappole per vampiri. Jeremy apprende dai discorsi di Connor di essere stato soggiogato da qualcuno affinché non ricordi di una conversazione avuta con lui il giorno precedente. Matt ed April, intanto, cercano una via di fuga, e Stefan riesce a salvarli. Elena si reca al pub e crea un diversivo che aiuta Stefan a salvare Jeremy.
Damon capisce che Stefan deve avere un accordo con Klaus, pertanto ha uno scontro con lui e Stefan è costretto a raccontargli tutto riguardo alla cura. Prima che i 2 possano fermarla, però, Elena uccide Connor. 
Bonnie, nel frattempo, riacquista i poteri grazie all'aiuto di Shane. Caroline, gelosa di Hayley, litiga con Tyler e, dopo la morte di Connor, sulla mano di Jeremy compare il tatuaggio del cacciatore. Elena, in seguito al suo primo omicidio, ha delle allucinazioni che la sconvolgono.
- Guest star: Todd Williams (Connor Jordan), Grace Phipps (April Young), Phoebe Tonkin (Hayley Marshall), David Alpay (Atticus Shane), Blake Hood (Dean).
- Altri interpreti: Michael Lee Kimel (Nate).
- Ascolti USA: telespettatori 3 020 000 – share (18–49 anni) 4%[8]

## A volte impazziamo tutti un po'
- Titolo originale: We All Go a Little Mad Sometimes
- Diretto da: Wendey Stanzler
- Scritto da: Evan Bleiweiss e Julie Plec

### Trama
Elena uccide Jeremy in seguito ad un'allucinazione che le fa credere che il fratello sia Connor. Stefan cerca di chiarire la situazione con Elena che, avendo scoperto di come il ragazzo abbia soggiogato il fratello per motivi a lei oscuri, non ripone più in lui alcuna fiducia.

A casa Lockwood, Tyler ed Hayley discutono con Klaus riguardo alla morte dell'ibrido Dean, fatto saltare in aria dal cacciatore; Caroline interrompe la discussione riportando a Tyler le sue cose, segno che tra i due è finita, ma ciò è solo una messa in scena per ingannare Klaus, che si trova li con loro. Stefan, intanto, riceve una telefonata da Klaus, che lo raggiunge e lo informa di essere a conoscenza delle allucinazioni di Elena: la giovane vampira è vittima della maledizione del cacciatore ed è destinata a togliersi la vita pur di fermarle. Il vampiro Originale riesce a prendere la ragazza e a rinchiuderla in una stanza dove le è impossibile farsi del male. Tyler, Stefan e Caroline hanno, tra gli ibridi di Klaus, un amico che, avendo spezzato il legame di asservimento, può aiutarli a liberare Elena. Una volta sopraggiunto sul luogo Stefan libera la ragazza, che però fugge via sconvolta e tormentata dalle visioni di Connor e Katherine. Damon e Bonnie apprendono che è possibile spezzare l'incantesimo risvegliando un nuovo cacciatore: i due decidono così di far uccidere a Jeremy un vampiro. Caroline, al Mystic Grill, intrattiene Klaus per permettere agli amici di liberare Elena, ma è costretta a raccontargli del loro piano quando viene informata della fuga della ragazza; inoltre gli comunica come spezzare la maledizione del cacciatore. Intanto, durante la sua esposizione a scuola, il professor Shane mostra quella che è ritenuta la prima pietra tombale del mondo e narra la storia di una strega molto potente di nome Qetsiyah che, insieme al suo innamorato, Silas, creò un incantesimo che gli donò l'immortalità.
Elena si reca sul Wickery Bridge, luogo che l'ha vista combattere la morte per ben due volte; qui ha un'allucinazione in cui sua madre le dice di farla finita. La vampira getta il suo anello nel fiume e si prepara ad attendere l'alba, ma Damon arriva in tempo per salvarla. Klaus, intanto, torna a casa dove rimprovera l'ibrido che l'aveva tradito e lo esorta ad andarsene, ma questo viene ucciso da Jeremy. Elena si sveglia nel suo letto con Damon a vegliare su di lei e viene informata dell'esistenza della cura. Tyler e Caroline litigano per la morte del loro amico ibrido: la vampira, infatti, ignorando volutamente il legame che Tyler aveva stretto con lui, ha chiesto a Klaus il permesso di ucciderlo pur di salvare Elena e ha inoltre promesso all'Originale un appuntamento in cambio. Al Grill, Matt informa Damon delle numerose telefonate tra il pastore Young ed il professor Shane, soprattutto il giorno dell'esplosione. Elena e Stefan chiariscono le loro divergenze e comprendono che il loro rapporto è finito.
- Guest star: Todd Williams (Connor Jordan), Grace Phipps (April Young), Phoebe Tonkin (Hayley Marshall), David Alpay (Atticus Shane), Ser'Darius Blain (Chris), Alyssa Diaz (Kim).
- Altri interpreti: Erin Beute (Miranda Sommers Gilbert), Brittany Frizzell (Controfigura di Elena).
- Ascolti USA: telespettatori 2 840 000 – share (18–49 anni) 4%[9]

## Il custode di mio fratello
- Titolo originale: My Brother's Keeper
- Diretto da: Jeffrey Hunt
- Scritto da: Caroline Dries e Elisabeth R. Finch

### Trama
Klaus decide di fare da accompagnatore a Caroline durante il concorso di bellezza per l'elezione di Miss Mystic Falls. Anche Jeremy e Matt sono addetti ai preparativi e, mentre trasportano alcune cose, Jeremy mostra la sua nuova incredibile forza sollevando diversi pesi. Nel frattempo, Hayley e Tyler continuano a spezzare il legame di asservimento dei loro amici ibridi e decidono di presentarsi al concorso come una coppia.
Durante la notte Jeremy sogna di uccidere Elena e svegliandosi dall'incubo scopre di aver inconsciamente intagliato numerosi paletti incidendo il simbolo dei 5. 
Nel mentre, Elena e Caroline aiutano April che, iscritta al concorso, è indecisa su quale vestito indossare: sopraggiunge Damon che suggerisce l'abito che le ragazze avevano escluso e, con molto stupore da parte di Caroline, Elena cambia idea e si dichiara d'accordo con lui. Prima dell'inizio del concorso, Damon si confronta con Shane e lo incolpa di essere responsabile della morte di tutti i membri del Consiglio; Stefan, invece, si reca all'ospedale in cerca di qualcuno da trasformare e, dopo averlo trovato, contatta Jeremy per farglielo uccidere.
Il concorso di bellezza comincia: April, in mancanza di Jeremy, impegnato segretamente con Stefan, viene scortata da Matt; prima però il ragazzo informa Elena degli incubi del fratello. Shane confida a Damon che sarà necessaria la magia di una strega della famiglia Bennett per rompere il sigillo che contiene la cura al vampirismo.
Jeremy torna al concorso intenzionato ad uccidere la sorella. Nella confusione causata dall'elezione di April come Miss Mystic Falls, Elena lo segue e i due cominciano a lottare: mentre Jeremy sta per uccidere Elena, l'intervento di Matt salva la ragazza.
Tornato a casa, Jeremy fa le valigie, deciso a lasciare la città pur di non nuocere alla sorella, ma viene interrotto da Matt che gli dice che Elena si è trasferita altrove e che lui vivrà, da ora in avanti, sotto il suo stesso tetto. Elena, invece, si presenta a casa Salvatore con la sua roba e Stefan decide di cambiare abitazione per un po', lasciandola sola con Damon. Il vampiro va a sfogarsi da Caroline, che crede di aver scoperto il motivo per cui Elena cambi sempre il suo parere e ascolti devotamente Damon: essendo stata creata con il sangue di quest'ultimo, ha nei suoi confronti una sorta di legame di asservimento che la acceca, facendole credere di provare per lui sentimenti che in realtà non esistono. Nello stesso momento, a casa Salvatore, Damon ed Elena ricordano il precedente concorso di Miss Mystic Falls, quando ballarono insieme, e cominciano a danzare dinnanzi al camino. I due iniziano a baciarsi appassionatamente e vanno a letto insieme.
- Guest star: Susan Walters (Carol Lockwood), Grace Phipps (April Young), Phoebe Tonkin (Hayley Marshall), David Alpay (Atticus Shane), Alyssa Diaz (Kim).
- Altri interpreti: Gabrielle Douglas (Ragazza), Joshua Mikel (Paziente), Maurice Johnson (Poliziotto).
- Ascolti USA: telespettatori 3 200 000 – share (18–49 anni) 4%[10]

## Si torna a Bourbon Street
- Titolo originale: We'll Always Have Bourbon Street
- Diretto da: Jesse Warn
- Scritto da: Charlie Charbonneau e Jose Molina

### Trama
Caroline e Stefan continuano a discutere riguardo al legame di asservimento che lega Elena a Damon e, incerti sul da farsi, decidono di tenere la loro scoperta segreta. Nel frattempo, Tyler ed Hayley aiutano l'ibrido Adrian a rompere l'asservimento nei confronti di Klaus; la ragazza di Adrian, Kim, vedendolo sofferente, interrompe tutto e porta via il ragazzo dicendo loro che non continueranno a torturarlo e che non è necessario che rompa il legame.
Elena concorda con Damon di tenere la loro relazione nascosta; poi, mentre la ragazza è a scuola, Stefan si presenta a casa Salvatore informando Damon riguardo all'asservimento di Elena. Damon, recatosi a scuola, convince Elena a bere da una sacca di sangue e si rende conto che Stefan ha ragione: i due decidono di intraprendere un viaggio per New Orleans per cercare la strega che aveva rotto il legame di asservimento di cui era rimasta vittima Charlotte, vampira trasformata nel 1942 da Damon. 
Mentre sono via, Elena organizza a casa Salvatore una piccola festa con Bonnie e Caroline, per divertirsi con le amiche come ai vecchi tempi.
Hayley convince Tyler ad obbligare Adrian a spezzare l'asservimento e gli consiglia di imporsi sul gruppo e diventare il maschio alfa. A New Orleans, intanto, Damon e Stefan incontrano Charlotte e le chiedono di condurli all'abitazione della strega che stanno cercando. Elena, Bonnie e Caroline finiscono col parlare di Damon e dell'asservimento e litigano; le ragazze vengono interrotte dagli ibridi guidati da Kim, che, decisa a non accettare Tyler come leader, fa rapire Caroline per poi portarla nel loro rifugio. Mentre corrono a salvarla, Tyler spiega ad Elena che l'asservimento influisce sul modo di agire di una persona ma non sui suoi sentimenti. Superata la brutta nottata trascorsa, Elena e Caroline chiariscono le loro divergenze e tornano amiche.
Damon incontra la strega, che gli spiega che un vampiro si lega al proprio creatore solo quando prova per lui dei sentimenti umani prima di trasformarsi e che se vuole liberare la sua asservita deve lasciarla per sempre. Tornati a Mystic Falls, Stefan racconta a Caroline del viaggio a New Orleans. A casa Salvatore, Damon apprende che Elena è a conoscenza dell'asservimento e questa, intuite le sue intenzioni, cerca di fargli capire che i suoi sentimenti sono reali.
- Guest star: Arielle Kebbel (Lexi Branson), Phoebe Tonkin (Hayley Marshall), David Alpay (Atticus Shane), Madeline Zima (Charlotte), Adina Porter (Nandi), Alyssa Diaz (Kim).
- Altri interpreti: Micah Joe Parker (Adrian), Takara Clark (Valerie).
- Ascolti USA: telespettatori 2 420 000 – share (18–49 anni) 3%[11]

## Adeste Fideles
- Titolo originale: O Come, All Ye Faithful
- Diretto da: Pascal Verschooris
- Scritto da: Michael J. Cinquemani e Julie Plec

### Trama
Tyler, Kim ed Adrian progettano una rivoluzione contro Klaus. Tyler racconta a Caroline di come Hayley abbia trovato una strega abbastanza potente da essere in grado di fare l'incantesimo dello scambio di corpi, che si è offerto volontario per ospitare l'essenza di Klaus e che si farà murare vivo in modo che, una volta che l'Originale sarà dentro di lui, non possa scappare. Caroline, però, non è d'accordo.
Damon ed Elena arrivano al cottage sul lago della famiglia Gilbert, dove Bonnie sta aiutando Jeremy a liberarsi dall'impulso di uccidere Elena. Jeremy, dopo aver invitato la sorella ad entrare, cerca nuovamente di attaccarla.
Avendo scoperto da Stefan che Klaus nasconde l'antica spada necessaria per decifrare la mappa che porta alla cura, Caroline lo informa del piano di Tyler e lo esorta ad impossessarsene prima di sera, in modo che il suo ragazzo sia salvo. Dopo aver trovato la cassaforte vuota, Stefan chiama Damon e gli racconta quanto sta accadendo; il fratello gli suggerisce di uccidere Tyler o di informare Klaus della trappola pur di non perdere la loro possibilità di trovare la cura. Stefan cerca di convincere Tyler a non agire, ma, insieme a Caroline, è preso in ostaggio dagli ibridi affinché i 2 non siano d'intralcio alla loro operazione.

Shane parla con Elena del suo asservimento nei confronti di Damon e la ragazza gli chiede se conosce un modo per rompere con l'ipnosi il loro legame: Shane le confida che non esiste una tale soluzione. Interrotti da Damon, il professore racconta loro di essere a conoscenza del luogo in cui si trova la cura e che non hanno affatto bisogno della spada di Klaus poiché potrà condurli al nascondiglio lui stesso: si tratta della tomba di Silas, di cui racconta la storia senza lasciar trapelare il luogo in cui Silas e la cura siano sepolti.
Saputo che possono prendere la cura anche senza spada e che pertanto non hanno più bisogno di Klaus, Stefan e Caroline decidono di lasciar proseguire agli ibridi il loro piano e vengono liberati; la ragazza, però, propone a Tyler di usare il corpo di Rebekah per non doversi sacrificare lui stesso. Hayley, contraria, una volta rimasta sola con la ragazza le rompe il collo.
Dopo aver risolto il problema di Jeremy, Damon ordina a Elena di lasciarlo per sempre e tornare a casa e la ragazza è costretta ad obbedirgli. Al Mystic Grill, April trova Caroline morta nel bagno, ma la vampira si risveglia e soggioga la ragazza facendole dimenticare tutto. Poco dopo, Caroline incontra Matt, che la informa che April indossa il bracciale con la verbena e che quindi ricorda ancora tutto. Appresa da Caroline l'ubicazione della sua amica Rebekah, April va nella cantina dei Lockwood, vicina alla quale si trovano i dodici ibridi che, improvvisamente, vengono attaccati da Klaus. 
Hayley va da Tyler e gli rivela di aver mentito sulla strega e che, per trovare la sua famiglia, ha fatto un accordo con qualcuno. Lei in cambio doveva procurare dodici vittime per il prossimo sacrificio, perciò ha rivelato a Klaus che gli ibridi non sono più asserviti e che hanno cospirato contro di lui. Spinge inoltre Tyler a scappare prima che Klaus lo trovi, mentre quest'ultimo massacra facilmente il branco da solo. April, nascosta nella cantina dei Lockwood, spaventata dopo aver visto Klaus uccidere Kim, apre la bara di Rebekah.
Caroline cerca, senza successo, April, dopodiché si reca a casa Salvatore dove si lascia sfuggire con Stefan che Damon non ha liberato Elena e che sono stati insieme.
Carol cerca di contattare suo figlio al telefono, ma Tyler non risponde. Sopraggiunge Klaus e, quando la donna lo supplica di non fare del male al figlio, l'ibrido si rende conto che ora lei è tutto ciò che rimane a Tyler, perciò l'affoga nella fontana per vendetta.
- Guest star: Susan Walters (Carol Lockwood), Grace Phipps (April Young), Phoebe Tonkin (Hayley Marshall), David Alpay (Atticus Shane), Alyssa Diaz (Kim).
- Altri interpreti: Micah Joe Parker (Adrian).
- Ascolti USA: telespettatori 2 810 000 – share (18–49 anni) 4%[12]

## Speciale dopo scuola
- Titolo originale: After School Special
- Diretto da: David Von Ancken
- Scritto da: Brett Matthews

### Trama
All'interno della palestra della scuola viene organizzata la commemorazione per la morte di Lockwood; lo sceriffo Forbes annuncia il nome del nuovo sindaco, Rudy Hopkins, padre di Bonnie. Mentre assiste alla cerimonia, Elena vede Rebekah e va a cercarla. Mentre parla con April nel corridoio, Elena viene sorpresa da Rebekah e neutralizzata.
Dopo l'assemblea, Caroline chiama Stefan per accertarsi della sua situazione emotiva e lo incita a riprendersi dall'aver saputo di Damon ed Elena per aiutarla a gestire la situazione con Tyler, che non riesce a sopportare che la madre venga data per morta a causa di un incidente. Poco dopo, Stefan riceve una telefonata di Rebekah che lo informa di aver rapito Elena, e il ragazzo chiama immediatamente Caroline per avvisarla. Di nuovo a scuola, Stefan e Caroline vengono presi da Rebekah, che li soggioga insieme ad Elena affinché non lascino la biblioteca. La vampira Originale, poi, obbliga tutti a dirle la verità riguardo alla cura e ad aggiornarla su quello che è successo nel periodo di tempo in cui è stata chiusa nella bara. Dopo aver appreso che Stefan ed Elena si sono lasciati, li costringe a raccontarle il motivo della rottura, e Stefan afferma che la colpa è di Elena perché è andata a letto con Damon.
Intanto, alla casa sul lago, arriva Klaus, che pretende che Jeremy uccida molti vampiri, mentre Damon preferisce continuare ad addestrarlo. Mostrando a Jeremy come si colpisce un vampiro, Damon spara a Klaus per vendicare, simbolicamente, Carol Lockwood.
Dopo essere stata informata da Stefan dell'esistenza del professor Shane, Rebekah manda Kol a rapire il professore. Nel frattempo, Klaus informa Damon che ha in mente per Jeremy un metodo molto più veloce per ottenere il completamento della mappa.
Le domande di Rebekah continuano e questa volta è Elena ad esprimere i suoi sentimenti nei confronti di Stefan, dicendo che non è più innamorata di lui, ma di Damon. Poco dopo, Tyler arriva nella biblioteca e Rebekah gli ordina, sempre soggiogandolo, di trasformarsi in lupo, sapendo che così rischierà di uccidere Elena, Stefan e Caroline, che non possono lasciare la scuola. Shane, nel mentre, viene torturato da Kol, ma Bonnie lo salva con la magia mettendo in pericolo la vita di April. Elena e gli altri riescono a salvarsi da Tyler.
 Elena vuole parlare con Stefan, scusandosi per la situazione venutasi a creare tra loro e Damon, quando Rebekah si intromette nella discussione e propone ad Elena una soluzione: soggiogare Stefan e fargli cancellare ogni suo ricordo a proposito della ragazza. È però Stefan a prendere parola, dicendo alla Originale di cancellargli ogni ricordo di Elena, la quale è sconvolta nel sentire la decisione di Stefan. Rebekah, però, si rifiuta di fargli un favore e decide di ricompensarlo per il dolore da lei patito col dover convivere per sempre col cuore infranto, dopodiché lascia tutti liberi di andarsene. Elena vorrebbe ancora parlare con Stefan che, invece, se ne va senza una parola.
 Dopo essere tornata a casa, Elena telefona a Damon per informarlo di quanto è successo e gli dice che lo ama; il ragazzo, che per tutto il giorno non ha fatto altro che ascoltare ripetutamente i messaggi che lei gli aveva lasciato in segreteria, le dice che troverà la cura per lei e le chiede di raggiungerlo.
A casa Salvatore, Stefan riceve la visita di Rebekah, alla quale propone di essere sua alleata per trovare la cura, visto che Damon, Klaus e Shane sono tutti un passo avanti a loro. Rebekah sembra essere favorevole e informa Stefan che Shane è il responsabile dell'esplosione che ha ucciso il consiglio. April si reca dallo sceriffo Forbes e dal sindaco Hopkins e rivela tutto ciò che ha scoperto sull'omicidio che ha commesso Shane. Nello stesso momento Damon, Matt e Jeremy entrano in un bar dopo essere stati chiamati da Klaus, e scoprono che l'Originale ha trasformato tutti i presenti per farli uccidere da Jeremy.
- Guest star: Claire Holt (Rebekah Mikaelson), Marguerite MacIntyre (Sceriffo Liz Forbes), Rick Worthy (Rudy Hopkins), Nathaniel Buzolic (Kol Mikaelson), Grace Phipps (April Young), David Alpay (Atticus Shane).
- Altri interpreti: Erina Smith (Ragazza delle consegne della pizza).
- Ascolti USA: telespettatori 2 950 000 – share (18–49 anni) 4%[13]

## Prendimi se puoi
- Titolo originale: Catch Me if You Can
- Diretto da: John Dahl
- Scritto da: Brian Young e Michael Narducci

### Trama
Dopo essersi rifiutato di uccidere i vampiri appena trasformati da Klaus, Jeremy scappa con Matt, rifugiandosi nella casa sul lago, dato che Klaus ha dato l'ordine ai nuovi vampiri di uccidere Matt per costringere Jeremy a impalarli. Alla baita arriva anche Elena, che decide di portare Matt al sicuro fin quando la situazione non si risolve. Nel frattempo, a Mystic Falls, Forbes, su richiesta del nuovo sindaco, arresta il professor Shane per aver organizzato l'omicidio dei membri del consiglio.

Jeremy e Damon, vanno a caccia del nuovo gruppo di vampiri durante il giorno, approfittando del fatto che si sono sicuramente nascosti a causa del sole, ma scoprono che sono già stati tutti uccisi da Kol, il quale non vuole che venga trovata la cura e che Silas venga risvegliato.
Bonnie si confronta con Shane che è in custodia nell'ufficio dello sceriffo, e rimane allibita scoprendo che l'uomo è effettivamente il responsabile dell'omicidio, anche se lui sostiene che sia stato un rituale necessario per risvegliare Silas, e che comunque tutte le vittime torneranno in vita una volta che Silas sarà libero.
Kol, dopo la fuga di Jeremy, tiene in ostaggio Damon, ma Klaus, supplicato da Elena, interviene per farlo liberare. Kol lascia andare Damon, ma prima lo soggioga obbligandolo ad uccidere Jeremy.
Rebekah e Stefan, nel frattempo, cercano nell'ufficio di Shane la pietra tombale di Silas per avere, come gli altri gruppi, un vantaggio per trovare la cura. I due la trovano grazie ad un uomo che sopraggiunge nell'ufficio, ma non scoprono la sua identità poiché si uccide mentre i due lo stavano torturando.
Shane cerca di convincere Bonnie che quanto fatto fosse necessario ai fini del ritrovamento della cura, ma quando il professore le dice che Silas può riportare in vita anche sua nonna, la ragazza perde il controllo dei suoi poteri: grazie all'intervento di suo padre e ad alcune parole di Shane, Bonnie torna in sé.
Damon dà la caccia a Jeremy e, capendo di essere stato soggiogato a farlo, ordina a Jeremy di scappare. Elena, non sapendo cosa fare, chiede aiuto a Stefan, che prontamente ferma il fratello prima che uccida Jeremy e lo imprigiona nella cantina della loro abitazione, dissanguandolo per indebolirlo. Elena vorrebbe vedere Damon ma Stefan lo impedisce poiché, visto il legame di asservimento, lo libererebbe e quest'ultimo tenterebbe di uccidere Jeremy a causa della compulsione. Elena discute con Stefan, chiedendogli come possa fidarsi di Rebekah che ha cercato di ucciderla una volta, di tutta risposta Stefan le fa notare che Damon ha cercato più di una volta di uccidere Jeremy, quindi non è nella posizione di giudicare. Elena non capisce come mai Stefan si comporti in modo distaccato nei suoi confronti, non essendo il tipo da vendicarsi quando gli si spezza il cuore e Stefan le fa capire che si sta comportando come sempre, la differenza è che non è più innamorato di lei, lasciando la ragazza senza parole.
 Elena suggerisce a Jeremy di uccidere Kol così da eliminare, in un colpo solo, tutti i vampiri collegati alla sua linea di sangue, in modo da liberare Damon dalla costrizione.
Rebekah e Stefan, nel mentre, decidono di cominciare una relazione senza però coinvolgere i loro sentimenti e vanno a letto insieme.
- Guest star: Claire Holt (Rebekah Mikaelson), Marguerite MacIntyre (Sceriffo Forbes), Rick Worthy (Rudy Hopkins), Nathaniel Buzolic (Kol Mikaelson), David Alpay (Atticus Shane).
- Altri interpreti: David Ryan Shipman (Uomo misterioso).
- Ascolti USA: telespettatori 2 710 000 – share (18–49 anni) 4%[14]

## Nel mirino del killer
- Titolo originale: A View to a Kill
- Diretto da: Brad Turner
- Scritto da: Rebecca Sonnenshine

### Trama
Stefan si sveglia nel letto di Rebekah e cerca di sgattaiolare via, ma fuori dalla porta incontra Klaus. Rebekah li sente e capisce che il fratello è lì per avere l'unico paletto di quercia bianca non in mano a Kol, ma non si fida più di lui e lo invita ad andarsene. Allora Klaus prova a far leva su Stefan per farlo prendere a lui. Stefan affida Damon, ancora in cella, a Klaus e parlando con lui Damon capisce che l'Originale teme di aver perso Caroline dopo aver ucciso la madre di Tyler.
Elena chiama Stefan e gli spiega il suo piano: Jeremy ucciderà Kol e, per evitare ripicche da parte dei fratelli, Matt dovrà impalare Rebekah, mentre Bonnie dovrà mettere fuori gioco Klaus finché non troveranno la cura. Stefan si dichiara d'accordo, quindi la ragazza chiama Kol con il pretesto di voler negoziare una tregua. Jeremy va a casa di Bonnie per accompagnarla da Elena e Kol, ma sia suo padre, sia sua madre, arrivata in quella, sono contrari e cercano di dissuaderla, ma non riuscendoci le fanno perdere conoscenza.
Jeremy torna a casa Gilbert ed Elena gli dice che Kol è già andato via. Qualcuno bussa alla porta e i due fratelli aprono, convinti che sia Bonnie: in realtà è Kol, che ha sentito tutto e pertanto ha deciso di negare la tregua. Entrato in casa, mentre Elena e Jeremy si nascondono, giura di strappare le braccia al ragazzo, per privarlo del tatuaggio senza però incorrere nella maledizione del cacciatore che lo colpirebbe se Jeremy morisse. Kol inizialmente ha la meglio nella lotta, ma alla fine Jeremy riesce a ucciderlo definitivamente. Klaus assiste alla scena dalla finestra e giura vendetta, ma arriva Bonnie che con un incantesimo lo rinchiude nel soggiorno di casa Gilbert per alcuni giorni, fino alla Luna nuova, poi tutti si trasferiscono a casa Salvatore. Qui, libero dal controllo di Kol, Damon esce dalla sua cella. Arriva anche Stefan, che tuttavia confessa di non aver impalato Rebekah: la vampira, infatti, gli ha confessato di voler tornare umana e, seppur sconvolta dalla morte del fratello, è decisa ad aiutarli a trovare la cura per usarla su se stessa. Infine, Jeremy mostra a tutti che il marchio del cacciatore è stato completato.
- Guest star: Claire Holt (Rebekah Mikaelson), Rick Worthy (Rudy Hopkins), Nathaniel Buzolic (Kol Mikaelson), Persia White (Abby Bennett).
- Ascolti USA: telespettatori 2 560 000 – share (18–49 anni) 4%[15]

## Nel bel mezzo di nulla
- Titolo originale: Into the Wild
- Diretto da: Michael Allowitz
- Scritto da: Caroline Dries

### Trama
Elena, Stefan, Damon, Jeremy, Bonnie e Rebekah, guidati da Shane, giungono sull'isola dove dovrebbe trovarsi la cura: qui, mentre Jeremy e Bonnie decifrano la mappa del cacciatore, sorgono rivalità tra Elena e Rebekah. 
Intanto, a Mystic Falls, Tyler provoca Klaus, rinchiuso a casa Gilbert, quando arriva Caroline. Klaus chiede di chiamare Bonnie per farle spezzare l'incantesimo e liberarlo, ma quando Caroline si avvicina per controbattere lui riesce a morderla, avvelenandola.
Sull'isola, Stefan rivela a Rebekah che, come lei, ha intenzione di usare la cura su se stesso. Shane, messo alle strette da Damon, che sospetta che l'uomo stia facendo il doppio gioco, gli racconta che un anno prima aveva scoperto l'esistenza di un pozzo stregato dove aveva rivisto sua moglie e in quell'occasione lei gli aveva rivelato l'esistenza di un modo per riportare in vita lei e il loro figlio, ovvero liberare lo stregone Silas, sotterrato in una grotta sotto il pozzo. Per liberarlo è necessario un incantesimo molto potente e la moglie gli aveva spiegato come incanalare abbastanza energia per eseguirlo: massacrare per tre volte dodici persone. Shane, però, ha portato a termine solo due massacri, e quindi il suo lavoro non è ancora finito.
La mattina dopo, tutti si accorgono che Jeremy è scomparso e si dividono: Elena, Stefan e Rebekah vanno a cercarlo, mentre Bonnie decide di restare all'accampamento per fare un incantesimo di localizzazione e Shane resta con lei per assicurarsi che non perda il controllo. Damon, invece, decide di lasciar perdere la ricerca e confessa ad Elena che non vuole che lei torni umana perché smetterebbe di amarlo. Al ritorno, quella sera, Elena, Stefan e Rebekah scoprono che anche Shane, Bonnie e la pietra tombale di Qetsia sono spariti. Allora decidono di mettere da parte i loro dissapori per trovarli e arrivare alla cura.
A Mystic Falls, Caroline sta peggiorando e Tyler decide di portarla da Klaus, dicendogli che, se vuole che lei muoia, dovrà vederla morire sotto i suoi occhi. Caroline dice a Klaus che sa che ha un lato umano e che lui è innamorato di lei e Klaus decide di salvarla.
Damon, mentre sta per andarsene dall'isola, viene aggredito da un uomo. Durante la breve lotta, che vede prevalere lo sconosciuto, Damon nota sulla mano dell'uomo il tatuaggio dei Cinque Cacciatori.
- Guest star: Claire Holt (Rebekah Mikaelson), David Alpay (Atticus Shane), Camille Guaty (Caitlin Shane), Charlie Bewley (Galen Vaughn).
- Altri interpreti: John Gabriel Rodriguez (Massak), Alex Livinalli (Uomo).
- Ascolti USA: telespettatori 2 500 000 – share (18–49 anni) 3%[16]

## Giù nella tana del coniglio
- Titolo originale: Down the Rabbit Hole
- Diretto da: Chris Grismer
- Scritto da: Jose Molina

### Trama
Damon viene catturato da Galen Vaughn, un altro cacciatore facente parte dei 5. 
Nel frattempo, Elena, Stefan e Rebekah cercano un modo per rintracciare Bonnie e Jeremy, che sono stati presi da Shane, che sin dall'inizio aveva programmato di liberarsi degli altri e di raggiungere da solo il luogo di sepoltura di Silas. Elena telefona a Caroline e le chiede di recuperare la spada dei Cinque Cacciatori in modo da decifrare il tatuaggio e poter arrivare anche loro alla tomba. Intanto, Bonnie e Jeremy, trascinati da Shane e da uno stregone indigeno dell'isola di nome Massak, arrivano alla cripta di Silas.
Tyler, una volta trovata la spada dei Cinque in possesso di Klaus, la porta a Caroline per decifrarne l'iscrizione sull'elsa, che è in effetti un cryptex, ma scoprono che è in aramaico, lingua che nessuno parla più ormai da molti secoli. Klaus, però, la conosce e decide quindi di aiutare i due con la decodifica, scoprendo che la cura è composta da una dose sola e quindi ne può usufruire solo una persona. Rebekah, dopo averlo saputo, parla con Stefan e, compreso che questi la darebbe a Elena, gli spezza il collo.
Arrivati alla caverna, Massak decide di non proseguire oltre e prende da Shane la pietra tombale come ricompensa per il lavoro svolto. Dopo aver raggiunto il punto giusto per fare l'incantesimo per trovare la tomba, Shane viene ferito a causa del terremoto prodotto dall'incantesimo, così Jeremy e Bonnie ne approfittano per andare a recuperare la cura da soli e lo abbandonano.
Nel frattempo, Caroline calma le acque tra Klaus e Tyler, ma Klaus resta ostile nei confronti di Tyler e gli consiglia di fuggire il più lontano possibile, poiché si vendicherà comunque. Caroline e Tyler, quindi, sono costretti a dirsi addio.
Anche Damon e Vaughn si dirigono alla caverna e, durante la loro discussione, Damon scopre che non è stato Vaughn a salvare Jeremy dall'attacco dell'indigeno del giorno prima e così capisce che c'è qualcun altro sull'isola, cosa poi confermata dalla scoperta del cadavere di Massak. I due trovano la cripta e, prima che Vaughn uccida Damon, arrivano in suo soccorso Rebekah e, successivamente, Stefan ed Elena. Vaughn riesce a battere sia Damon che Rebekah e scappa. Stefan convince Elena a proseguire mentre lui si occupa del fratello. Poco dopo Elena, mentre cerca Jeremy e Bonnie, viene attaccata da un individuo misterioso. Nel mentre, Jeremy e Bonnie trovano la tomba e cercano di appropriarsi della cura, ma essendo fossilizzata insieme al corpo pietrificato di Silas capiscono che solo grazie al suo risveglio si può entrarne in possesso. I due ragazzi vengono raggiunti da Vaughn, che colpisce Bonnie con un pugnale ferendola gravemente e inizia poi a combattere brutalmente con Jeremy, ma viene fermato e neutralizzato da Elena. Nel frattempo, anche Stefan scende nella cripta e trova Elena ferita e sanguinante: quella che ha salvato Jeremy è in realtà Katherine.
Katherine viene scoperta da Jeremy e, dopo averlo ferito, lo morde e offre il suo sangue a Silas per permettere a questi di risvegliarsi. Katherine scappa con la cura, mentre Silas comincia a nutrirsi e, una volta ristabilito, spezza il collo a Jeremy, uccidendolo.
- Guest star: Jasmine Guy (Sheila Bennett), Claire Holt (Rebekah Mikaelson), David Alpay (Atticus Shane), Camille Guaty (Caitlin Shane), Charlie Bewley (Galen Vaughn).
- Altri interpreti: John Gabriel Rodriguez (Massak).
- Ascolti USA: telespettatori 2 310 000 – share (18–49 anni) 3%[17]

## Resta accanto a me
- Titolo originale: Stand by Me
- Diretto da: Lance Anderson
- Scritto da: Julie Plec

### Trama
Tornati dall'isola Elena e Stefan ripongono il corpo di Jeremy nella sua stanza perché Elena ritiene che, pur essendo un cacciatore e quindi un essere sovrannaturale, il fratello possa comunque risvegliarsi poiché indossava l'anello di famiglia. D'accordo con Stefan, Damon rimane sull'isola in cerca di Bonnie, scomparsa dopo il risveglio di Silas, nonché necessaria per poter far tornare in vita Jeremy; qui si imbatte in Rebekah, rimasta anche lei sull'isola in cerca della cura, ignara che questa è stata rubata da Katherine.
Bonnie viene informata da Shane, curato da Silas, della morte di Jeremy; Damon e Rebekah, intanto, si scontrano nuovamente con Vaughn e, dopo averlo obbligato a parlare, il cacciatore rivela loro che aveva incontrato precedentemente Katherine, con cui si era accordato per trovare Silas, cosa di cui la vampira era a conoscenza grazie ad Hayley. Stefan chiede a Damon di tornare a Mystic Falls anche senza Bonnie, poiché è necessario il legame di asservimento che lo lega ad Elena affinché la ragazza accetti, con serenità, la morte del fratello. In quel momento, però, Bonnie ricompare da dietro un cespuglio e tornano insieme a Mystic Falls.
A casa Gilbert, Damon informa Stefan che Bonnie ha perso la ragione: la strega, infatti, riunisce tutti e li informa di dover completare "il triangolo dell'Espressione", ovvero sacrificare dodici persone, per avere accesso al potere necessario per rompere il velo che separa il purgatorio che intrappola tutte le creature sovrannaturali (l'Altra Parte) e il loro mondo, e riportare così tra i vivi Jeremy, Vicki, sua nonna e tutti gli altri esseri soprannaturali morti. La situazione degenera e, mentre si discute del rituale di Bonnie, Elena si rende conto di aver perso il fratello e di non essere disposta a far tornare in vita tutte le creature sovrannaturali pur di rivederlo, così, vinta dalla disperazione, decide di inscenare un incendio in casa sua per creare una copertura che giustifichi la morte del fratello. Damon decide di aiutarla a superare il dolore e le dice di spegnere la sua umanità in modo da non soffrire, cosa che la ragazza fa, piegata dal legame di asservimento.
Shane va da Bonnie e le dice che, poiché non ha l'appoggio dei suoi amici, saranno loro due da soli a far cadere il velo che divide i due lati; nello stesso momento Rebekah, sull'isola, trova il corpo del vero Shane abbandonato sulla spiaggia: l'uomo è ancora vivo, ma Silas ha assunto le sue sembianze.
Elena, distaccata e senza umanità, decide freddamente di bruciare lo stesso la sua abitazione con all'interno il corpo del fratello, perché certa che non vorrà più tornare a casa anche quando tutto sarà passato.
- Guest star: Claire Holt (Rebekah Mikaelson), Torrey DeVitto (Meredith Fell), David Alpay (Atticus Shane/Silas), Grace Phipps (April Young)[5], Charlie Bewley (Galen Vaughn).
- Ascolti USA: telespettatori 2 910 000 – share (18–49 anni) 4%[18]

## Il marchio
- Titolo originale: Bring It On
- Diretto da: Jesse Warn
- Scritto da: Elisabeth R. Finch e Michael Narducci

### Trama
Tutti sono preoccupati per Elena che, spenta la sua umanità, agisce in preda ai suoi istinti di vampiro e attacca le persone per nutrirsi. Damon e Stefan decidono di impegnarla facendola tornare a scuola, e di tenere sotto controllo la cosa grazie al legame di asservimento. Hayley si incontra segretamente con Klaus, a cui chiede protezione dai vampiri al servizio di Katherine che hanno l'ordine di ucciderla; dopo averla salvata dall'attacco di un vampiro, Klaus porta Hayley nella sua abitazione per sapere tutto ciò che la ragazza sa su Katherine, così da poterla finalmente trovare e recuperare la cura che ha rubato.
Damon, anch'egli impegnato a cercare Katherine, si reca da Klaus, dove scopre che il vampiro Originale ha condannato a morte, con un suo morso, un vampiro amico della doppelgänger; Stefan, nel frattempo, si reca dallo sceriffo Forbes e scopre che l'intera scorta di sangue dell'ospedale è stata prosciugata da qualcuno. 
Mentre Damon cerca il vampiro morso da Klaus, si imbatte in Rebekah, con cui crea una temporanea alleanza, visto che la ragazza possiede una fiala di sangue del fratello che può servire a salvare il vampiro moribondo in modo da interrogarlo sul nascondiglio di Katherine.
Elena, rientrata su richiesta di Damon nel gruppo delle cheerleader, partecipa alla gara annuale delle stesse, ma, oltre a cibarsi di una ragazza di una squadra avversaria, durante l'esibizione della sua squadra fa in modo che Caroline cada dopo un salto: Stefan decide quindi di immobilizzarla con della verbena e rinchiuderla in casa, poiché l'asservimento con Damon, basato sui sentimenti di Elena, è ormai spezzato, visto che la ragazza non prova più alcuna emozione.
Il vampiro moribondo viene fermato da Damon che, dopo aver riconosciuto in lui il suo amico Will, lo uccide; Elena, bloccata a casa Salvatore, organizza una grande festa e, non appena interviene lo sceriffo, la ragazza l'aggredisce e ne approfitta per fuggire dall'abitazione. Dopo averla trovata, Caroline litiga con Elena e le due cominciano a combattere, per poi essere separate dai fratelli Salvatore; Matt s'incontra con Caroline, a cui spiega di essere diventato il proprietario della casa di Tyler, visto che il ragazzo gli ha intestato l'atto di proprietà.
Dopo aver passato la notte insieme a lei, Klaus riconosce in una voglia sulla spalla di Hayley il marchio di un clan di lupi mannari che vivevano in Louisiana, catturando così l'attenzione della ragazza, che è in cerca delle proprie origini.
Avendo scoperto che diversi ospedali, nelle vicinanze di Mystic Falls, sono stati derubati delle scorte di sangue, Stefan informa Damon sul suo sospetto che Silas, dopo averli seguiti dall'isola, sia l'artefice dei furti, visto il suo bisogno di sangue; Damon, dopo aver chiuso la conversazione con il fratello, si allontana in macchina con Elena verso New York.
- Guest star: Claire Holt (Rebekah Mikaelson), Marguerite MacIntyre (Sceriffo Liz Forbes), Phoebe Tonkin (Hayley Marshall).
- Altri interpreti: Aaron Jay Rome (Will), Regan Deal (Donna), Katie Garfield (Ragazza bionda).
- Ascolti USA: telespettatori 2 410 000 – share (18–49 anni) 4%[19]

## Notte a New York
- Titolo originale: Because the Night
- Diretto da: Garreth Stover
- Scritto da: Brian Young e Charlie Charbonneau

### Trama
Cercando indizi che riconducano a Katherine, cliente del vampiro Will che forniva false identità, Damon ed Elena girano per New York, per poi rifugiarsi in un locale cui era solito frequentare Damon nel 1977, il "Billy's".
Silas, dopo aver rivelato a Bonnie di essere nel corpo di Shane, la convince a compiere l'ultimo sacrificio per poter rivedere Jeremy. Stefan chiede l'aiuto di Klaus per fermare Silas e, insieme a Caroline, cercano di intervenire in tempo prima che il triangolo dell'espressione sia completo.
Nei suoi ricordi del 1977, Damon racconta ad Elena di come avesse passato quel periodo insieme a Lexi, risoluta a fargli riaccendere la sua umanità; i 2 sono raggiunti da Rebekah che, sempre in cerca della cura, è determinata a convincere Elena ad allearsi con lei alle spalle del vampiro.

In un libro trovato nell'ufficio di Shane, Caroline, Klaus e Stefan scoprono che l'ultimo sacrificio deve vedere protagoniste dodici streghe; contemporaneamente, anche Bonnie apprende la stessa notizia da Silas, perciò convince il padre di avere bisogno dell'aiuto di molte streghe per domare i suoi poteri.
Mentre Elena e Rebekah ballano distratte dalla sete di sangue, Damon trova nell'ufficio di Will un foglio con tutte le identità assunte da Katherine nel corso degli anni, con alcuni vecchi indirizzi usati di recente. Nel frattempo, Klaus e Caroline scoprono che il massacro può avvenire in due luoghi, perciò decidono, con Stefan, di dividersi. È Stefan a raggiungere il posto esatto in cui verrà completato il triangolo dell'espressione, e cerca di fermare le streghe, ignare del sotterfugio di Silas: queste, scoperta la verità, decidono di uccidere Bonnie. Per impedire la morte dell'amica, Caroline uccide la strega che ha canalizzato il potere, ma, essendo le dodici streghe tutte collegate tra loro, commette il massacro completando il triangolo.
A New York, Elena scopre che Damon sta ancora cercando la cura, che lei, però, non vuole più prendere, e, seducendolo, cerca di rubargli gli indirizzi di Katherine, ma lui non ci casca e le racconta di come nel 1977 finse di essere innamorato di Lexi, mentre aveva usato la scusa della ritrovata umanità solamente per liberarsi di lei. Le racconta, inoltre, che Lexi gli ricordava un periodo che voleva dimenticare, perciò rivedendola a Mystic Falls la uccise. Vedendo fallire Elena nel suo piano, Rebekah interviene rompendo il collo di Damon ed impossessandosi del foglio con le informazioni utili per ritrovare Katherine.
Stefan, dopo aver riaccompagnato Bonnie a casa, scopre che la ragazza non ha alcun ricordo dopo essere svenuta nella caverna, sull'isola, quindi è all'oscuro sia della morte di Jeremy che del triangolo d'espressione; Elena e Rebekah, nel frattempo, lasciano New York sulle orme di Katherine. Klaus, infine, ha un faccia a faccia con Silas: questi lo minaccia chiedendogli di trovare e consegnargli la cura, dopodiché lo pugnala con il paletto di quercia bianca, mancando appositamente il cuore del vampiro originale.
- Guest star: Claire Holt (Rebekah Mikaelson), Arielle Kebbel (Lexi Branson), Cynthia Addai-Robinson (Aja), David Alpay (Silas), Rick Worthy (Rudy Hopkins).
- Altri interpreti: Aaron Jay Rome (Will), Judson Blane (Ragazzo degli anni '70), Holly Lynch (Ragazza degli anni '70).
- Ascolti USA: telespettatori 2 650 000 – share (18–49 anni) 4%[20]

## Vita in provincia
- Titolo originale: American Gothic
- Diretto da: Kellie Cyrus
- Scritto da: Evan Bleiweiss e Jose Molina

### Trama
Elena e Rebekah sono alla ricerca di Katherine, e dopo aver girato tutte le città segnate sulla lista di Damon non sono più molto convinte di trovarla, fino a quando giungono in una cittadina soggiogata dalla vampira. Damon e Stefan, intanto, sono sulle tracce delle 2 vampire e grazie alle informazioni dello sceriffo Forbes trovano la cittadina: Willoughby. 
Klaus, nel frattempo, combatte contro il dolore provocato dalle schegge di legno di quercia bianca e contro Silas, che con le sembianze di Caroline è andato da lui a chiedere di nuovo la cura. Quando Silas se ne va, la vera Caroline si presenta da Klaus, dopo le numerose telefonate di quest'ultimo, e accetta di aiutarlo.
In Pennsylvania, Elena e Rebekah trovano finalmente Katherine e cercano di scoprire dove nasconda la cura, ma questa non ha intenzione di parlare. Dopo averle preso il telefono, scoprono che Katherine deve incontrarsi con un certo "em", che potrebbe sapere qualcosa. Stefan e Damon giungono alla tavola calda, mentre Elena prende il posto di Katherine all'incontro con il misterioso "em", che si scopre essere Elijah. Elena non riesce ad ingannare Elijah per molto, visto che a causa dell'anello solare viene scoperta: Katherine, infatti, non lo indossa, ma porta al suo posto un braccialetto. Katherine confessa di avere una relazione con Elijah e tutti sono molto sorpresi di sapere che anche l'originale si trova in Pennsylvania.
Caroline cerca di convincere Klaus a riportare indietro Tyler, se vuole il suo aiuto.
Elena ed Elijah hanno una conversazione durante la quale l'Originale apprende della morte di Jeremy, di cui Katherine non gli aveva parlato, mentre Rebekah e Damon seguono Katherine a casa sua a prendere la cura. La vampira, però, mette k.o. Damon e, per fuggire da Rebekah, getta la cura per terra. La vampira Originale, comunque, riesce a recuperarla prima che si rompa, e Stefan raggiunge i due nel momento stesso in cui Rebekah prende la cura.
Intanto, a Mystic Falls, mentre Klaus sta cercando di convincere Caroline ad aiutarlo, si rende conto di non provare più dolore e comprende che era stato Silas a farglielo credere.
Rebekah si risveglia, ma scopre di essere ancora un vampiro: la cura era un falso. Katherine incontra Elijah che, saputo ciò che lei ha fatto a Jeremy, non riesce a fidarsi e la accusa di volerlo usare per liberarsi di Klaus. Katherine, però, decide di dimostrargli che i suoi sentimenti per lui sono sinceri e gli affida la cura senza volere nulla in cambio, chiedendogli di decidere che cosa fare del loro futuro. Rebekah ed Elijah informano Klaus del loro ritorno a Mystic Falls con la cura, dopo che la vampira ha confessato al fratello di voler tornare umana. Caroline dice a Klaus che se vuole essere suo amico deve smetterla di dare la caccia a Tyler, ma l'ibrido le ricorda che lui non lo sta affatto cercando. Intanto, Elena chiede ai fratelli Salvatore di rinunciare a farla tornare come prima in quanto lei non vuole prendere la cura: per rendere ancora più chiare le sue volontà, spezza il collo a una cameriera dicendo che, se non rinunceranno, ucciderà altra gente.
- Guest star: Claire Holt (Rebekah Mikaelson), Daniel Gillies (Elijah Mikaelson).
- Altri interpreti: Emily Morris (Lanie), Reegus Flenory (Postino), Samantha Kacho (Cameriera), Mackenzie Britt (Controfigura di Elena).
- Ascolti USA: telespettatori 2 460 000 – share (18–49 anni) 4%[21]

## Le tue foto
- Titolo originale: Pictures of You
- Diretto da: J. Miller Tobin
- Scritto da: Neil Reynolds e Caroline Dries

### Trama
Bonnie, dopo aver appreso da Stefan ciò che è successo sull'isola, si reca al cimitero dove giace Jeremy. Quest'ultimo le appare e le intima di aprire gli occhi: si tratta, infatti, di un sogno. Al suo risveglio, Bonnie trova il divano su cui riposa in fiamme, senza sapere come sia successo. 
A casa Salvatore, intanto, Damon e Stefan escogitano un piano per riaccendere i sentimenti di Elena, senza scatenare l'ira omicida della vampira. A casa Mikaelson, invece, Rebekah, Klaus ed Elijah discutono riguardo all'utilizzo della cura: Rebekah la vuole per tornare umana, Klaus per liberarsi una volta per tutte di Silas, che non lo lascerà in pace finché non avrà la cura. Elijah non è intenzionato a darla a Klaus e sfida Rebekah a trascorrere una intera giornata da umana, senza utilizzare nessun privilegio da vampiro, dimostrandogli che il suo non è solo un capriccio e che vuole davvero vivere così. Rebekah trova un'alleata in Elena, che vuole farle superare il test per potersi liberare della cura: infatti, se la usa Rebekah, non potranno darla a lei. La sera del ballo di fine anno scolastico, Elena viene scortata, seppur controvoglia, dai fratelli Salvatore. Giunti a scuola, Damon e Stefan cercano di risvegliare qualche emozione in Elena mostrandole delle foto di quando era umana. Anche Bonnie e Matt cercano di aiutarla, facendole capire che non è sola e che ha amici al suo fianco, ma la vampira insulta Bonnie dicendole che lei le ricorda tutto quello che ha perso. Bonnie scappa all'esterno, dove riceve la visita di Jeremy. Intanto, Rebekah cerca di adattarsi al suo ruolo di umana chiedendo consiglio a Matt, che dimostra di non avere fiducia in lei. Stefan balla con Elena cercando di farle ricordare ciò che avevano condiviso in passato, ma la ragazza non si fa influenzare dalle sue parole e se ne va, così Stefan viene consolato da Caroline, che gli assicura che un giorno troverà un'altra donna di cui si innamorerà follemente e che gli farà dimenticare per sempre Elena. Rebekah chiede ad April di aiutarla a diventare la reginetta del ballo, ma la ragazza si rifiuta scatenando l'ira di Elena che la minaccia di morte se non farà quello che Rebekah le ha chiesto di fare. Nel frattempo, Bonnie condivide un ballo con Jeremy, scoprendo poi che si tratta di Silas. Elijah consegna a Klaus il paletto di quercia bianca come simbolo delle sue buone intenzioni, chiedendogli di non dare più la caccia a Katherine, ma Klaus si rifiuta. Rebekah e Matt hanno il loro primo ballo, mentre Bonnie comunica ai suoi amici di essere stata avvicinata da Silas. Matt e Bonnie vengono incoronati re e reginetta del ballo, ed Elena decide di uccidere Bonnie, perché senza di lei Silas non potrà richiamare i morti dall'Altra Parte, riportando sulla terra altre persone, come Jeremy e Alaric, che tenterebbero di farle recuperare l'umanità. Da sola al dopo-festa, Caroline balla con Tyler, tornato in città rischiando la vita pur di stare un po' con lei, mentre Damon e Stefan vengono attaccati da Silas. Rebekah, intanto, informa Matt del piano di Elena di uccidere Bonnie. Prima di concentrarsi sulla strega, Elena morde April perché non ha eletto Rebekah reginetta del ballo, poi, dopo che Bonnie ha scacciato Silas dalla sua mente, la attacca, ma la giovane strega utilizza i suoi poteri per immobilizzarla e i fratelli Salvatore, iniettandole della verbena, la portano via e la rinchiudono nella loro cantina. Rebekah si ritrova costretta a dare il suo sangue a April per salvarla, fallendo così nel tentativo di comportasi da umana, ma Matt le fa sapere che lui non dirà nulla in proposito, in modo che lei possa prendere la cura. Mentre Klaus parla con la sorella, dicendole di dire ad Elijah di non essere riuscita nel suo intento, Silas, con l'aspetto di Rebekah, si fa consegnare la cura. Rebekah capisce che Klaus si è accordato con Silas per fargli avere la cura, in tal modo si assicura che Silas non lo perseguiti più. Tyler se ne va dalla città nonostante sia stato scoperto da Klaus che, per non ferire Caroline, gli permette di fuggire. Intanto, Klaus riceve una lettera di Katherine che lo informa del complotto di una strega, a New Orleans, contro di lui e che ciò che scoprirà in quella città sarà così sconvolgente da fargli dimenticare dell'odio che prova per lei. Bonnie incontra Silas, che le mostra il suo vero volto, orribilmente sfigurato.
- Guest star: Claire Holt (Rebekah Mikaelson), Daniel Gillies (Elijah Mikaelson), Grace Phipps (April Young).
- Altri interpreti: Scott Parks (Silas).
- Ascolti USA: telespettatori 2 140 000 – share (18–49 anni) 3%[22]

## Conseguenze
- Titolo originale: The Originals
- Diretto da: Chris Grismer
- Scritto da: Julie Plec

### Trama
Stefan e Damon tengono Elena chiusa in cantina, nella speranza che, disidratandosi, lei mostri qualche emozione legata al desiderio di sangue. Nel frattempo, Katherine torna in città annunciando ai fratelli Salvatore che Klaus se n'è andato per sempre e che la chiave di tutto ciò è Hayley.
A New Orleans, intanto, Hayley è alla ricerca di informazioni riguardanti la sua famiglia. In un locale incontra Jane-Anne Deveraux, strega del posto, che la esorta a recarsi in un luogo dove potrebbe trovare ciò che cerca. Jane-Anne e sua sorella Sophie fanno un incantesimo a Hayley, utilizzando una ciocca di capelli della ragazza, per attirare Klaus in città. Klaus, dopo aver ricevuto la lettera di Katherine in cui la vampira lo informa che Jane-Anne sta complottando contro di lui, si reca a New Orleans, chiedendo a una strega di aiutarlo a rintracciare la donna che cerca. 
La strega, però, gli dice che non può aiutarlo con la sua magia a causa delle regole imposte alla comunità da un vampiro di nome Marcel. Quest'ultimo era solo uno schiavo prima che Klaus lo prendesse sotto la propria ala; inoltre New Orleans venne edificata proprio dai Mikaelson, ma Klaus si vide costretto ad abbandonarla visto che Mikael in quel periodo gli dava la caccia. Klaus, allora, si reca in un locale dove incontra Marcel, il quale lo accoglie abbracciandolo, e i due vampiri discutono di Jane-Anne. L'ibrido viene a sapere che i vampiri dominano la città, le streghe sono sotto il loro controllo e gli esseri umani fanno finta di niente: il tutto grazie alle regole imposte da Marcel, che lasciano Klaus sbalordito. Marcel uccide Jane-Anne davanti a tutti, in quanto la strega aveva praticato la magia, disobbedendo alle regole. Klaus, non avendo potuto parlare con lei, si reca da Sophie, scoprendo però che due seguaci di Marcel lo tengono d'occhio. Sophie viene attaccata dai due vampiri nel vicolo dietro il locale, ma interviene Elijah che li uccide entrambi. Klaus va da Marcel per avere delle spiegazioni, poi Elijah porta il fratello nel cimitero di Lafayette dove le streghe tengono Hayley. Le streghe confessano di voler fermare Marcel, ma hanno bisogno dell'aiuto di Klaus, così gli rivelano che Hayley è incinta di suo figlio; Klaus è incredulo dato che essendo un vampiro in teoria non può avere figli, ma le streghe gli fanno tener presente che non si conosce l'esatto limite della sua natura, essendo lui l'Ibrido Originale. Le streghe uccideranno sia Hayley che il bambino se non riceveranno l'aiuto di Klaus. Quest'ultimo, però, non vuole saperne nulla del bambino. Elijah è intenzionato a rimanere accanto al fratello, mentre Rebekah nutre ancora seri dubbi, ma Katherine le spiega che il comportamento crudele e contorto di Klaus è dovuto alla solitudine che prova e detesta. Katherine è sicura che Klaus, a dispetto delle sue parole, non rinuncerà mai al bambino. Klaus, palesemente adirato, si reca da Marcel con cui litiga. Marcel si dichiara il re della città e che nessuno si può opporre a lui, così l'Ibrido Originale morde Thierry, uno dei tirapiedi di Marcel, dimostrando che le regole di Marcel non si applicano a lui, perché è immortale e solo lui detiene il vero potere. Klaus, ancora nervoso, a Jackson Square incontra una barista incontrata in precedenza al bar dove lavora Sophie, un'umana di nome Cami. Quest'ultima, studentessa di psicologia, parla con Klaus di un pittore all'opera dinanzi a loro e dice che lui, riferendosi però a Klaus, è tormentato dai propri demoni, arrabbiato e sofferente a causa della solitudine. Queste affermazioni, poi confermate da Klaus, quasi commuovono l'ibrido, che svanisce non appena la ragazza distoglie lo sguardo. Dopo aver parlato con Elijah, confessa di invidiare Marcel perché lui è riuscito nell'impresa che l'Originale non ha mai raggiunto, cioè diventare un re amato dal suo popolo; inoltre ammette di aver sentito la mancanza di New Orleans, più di quanto immaginava, e che ha sofferto quando Mikael obbligò l'ibrido ad abbandonarla, infatti la cosa che odiava più di Mikael era il fatto che lo faceva sentire impotente. Klaus decide di collaborare con le streghe e di riprendersi il controllo di New Orleans, inoltre si prenderà cura di Hayley ed il bambino, che diventerà il suo erede. Sophie escogita un piano per colpire Marcel, e Klaus, fingendo di voler tornare suo amico, si riavvicina a lui curando il morso di Thierry. Elijah, tornato a Mystic Falls, tenta di convincere senza successo Rebekah ad andare a New Orleans, e poi dice addio a Katherine, che cerca di convincerlo a non partire, ma senza successo, infatti Elijah sente il dovere di restare accanto a Klaus perché non rinuncerà mai a redimerlo. Nel frattempo, a casa Salvatore, Elena sfida i fratelli a continuare il loro gioco per farle provare ancora delle emozioni.
- Guest star: Claire Holt (Rebekah Mikaelson), Daniel Gillies (Elijah Mikaelson), Phoebe Tonkin (Hayley Marshall), Charles Michael Davis (Marcel Gerard), Daniella Pineda (Sophie Deveraux), Leah Pipes (Camille O'Connell), Callard Harris (Thierry Vanchure), Eka Darville (Diego), Malaya Rivera Drew (Jane-Anne Deveraux).
- Altri interpreti: Karen Kaia Livers (Chiromante), Jonathan Weiss (Guida turistica), Chris Osborn (Vampiro 1), Derek Roberts (Vampiro 2).
- Ascolti USA: telespettatori 2 240 000 – share (18–49 anni) 3%[23]

## Il patto
- Titolo originale: She's Come Undone
- Diretto da: Darnell Martin
- Scritto da: Michael Narducci e Rebecca Sonnenshine

### Trama
I fratelli Salvatore cercano di riaccendere l'umanità di Elena manipolandole la mente e mostrandole le gioie del diploma, ma il piano non funziona. Caroline, in disaccordo con i metodi usati da Damon e Stefan, dà del sangue ad Elena e cerca di farla ragionare, ottenendo solamente degli insulti, i quali la fanno ricredere sul metodo utilizzato dai fratelli. Rebekah, intenta ad ubriacarsi al Grill per festeggiare la partenza di Klaus ed Elijah, incontra Matt, il quale si mostra comprensivo con lei e le dice di andarsene dalla città, visto che è in grado di farlo mentre lui è bloccato lì. Caroline, intanto, chiama Bonnie in cerca di aiuto per Elena, ma la strega ha altri piani. Infatti, terminata la chiamata con Bonnie, incontra Katherine nella speranza di farsi consegnare la pietra tombale di Silas, intrisa del sangue di Qetsiyah. 
Nel frattempo, in casa Salvatore, Stefan e Damon sottraggono a Elena l'anello solare e la espongono alla luce del sole per far risvegliare in lei la paura. Elena non dà segno di essere spaventata, in quanto sa che nessuno dei due la lascerebbe morire, e si getta di fronte alla finestra prendendo fuoco, ma viene salvata dai fratelli, trovando così conferma alla sua tesi.
Caroline e Matt sono intenti a chiacchierare quando Rebekah fa la sua comparsa a casa Salvatore, decisa ad aiutare Matt a non essere bocciato. Mentre torna a casa a recuperare gli appunti per dargli una mano, Caroline viene aggredita da Silas, con le sembianze di Klaus, che vuole sapere dove si trova Bonnie. Dopo essere riuscita a sfuggirgli, la vampira chiama sua madre Liz e le dice di chiudersi in casa.
Intanto, Stefan e Damon chiedono aiuto a Katherine per torturare Elena, ma la vampira lascia volontariamente fuggire la ragazza dopo essere stata insultata da lei. I ragazzi, Matt e Rebekah escono a cercarla. Mentre vaga affamata per il bosco, Elena viene soccorsa da Matt, il quale, però, finisce col diventare il suo pasto. Stefan interviene per impedirle di fare del male a Matt, e Damon, esasperato dal comportamento di Elena, le dice che, se non possono fare del male a lei per riaccendere le sue emozioni, allora lo faranno a quelli che le sono intorno. Quindi rompe il collo di Matt sotto gli occhi di Elena e Stefan. La morte dell'amico fa scattare qualcosa nella ragazza, che riaccende i suoi sentimenti, mentre Damon le mostra che Matt porta al dito l'anello dei Gilbert con cui potrà resuscitare. Il vampiro, infatti, aveva organizzato tutto. I sentimenti di Elena prendono il sopravvento su di lei e Stefan le dice di concentrarsi su una sola cosa e di non lasciarsi sopraffare, riuscendo a calmarla.
Intanto Bonnie, chiamata da Caroline, si presenta a casa di quest'ultima, trovandola insieme a sua madre. La strega, immune alle illusioni di Silas, capisce che Liz in realtà è proprio l'immortale e, mentre entra per affrontarlo, Caroline corre in cucina dove rinviene la madre a terra apparentemente senza vita. Bonnie promette a Silas di aiutarlo e Caroline risveglia Liz dandole il suo sangue.
A casa Salvatore, Elena dice a Stefan e Damon di aver trovato il suo obiettivo: uccidere Katherine, colei che ha causato dolore a lei e alle persone a cui tiene. Bonnie, nello stesso momento, incontra Katherine e le due stringono un patto: in cambio della pietra tombale, Bonnie è disposta a rendere la vampira immortale come Silas.
- Guest star: Claire Holt (Rebekah Mikaelson), Marguerite MacIntyre (Sceriffo Liz Forbes).
- Altri interpreti: Scott Parks (Silas), Mackenzie Britt (Controfigura di Elena).
- Ascolti USA: telespettatori 2 170 000 – share (18–49 anni) 3%[24]

## Il morto che cammina
- Titolo originale: The Walking Dead
- Diretto da: Rob Hardy
- Scritto da: Brian Young e Caroline Dries

### Trama
Elena è sempre più intenzionata ad uccidere Katherine, e Stefan cerca di distrarla dal suo obiettivo facendola allenare. Bonnie e Katherine, intanto, si incontrano nel luogo dove sono avvenuti i 3 massacri per incanalarne il potere. 
All'ospedale di Mystic Falls vengono trovati cinque corpi dissanguati, e Stefan capisce che Silas si prepara a qualcosa di grosso. Improvvisamente, la corrente salta e si scatena una tempesta. Bonnie riesce a collegare anche l'ultimo punto del triangolo dell'Espressione, dentro al quale ricompariranno gli spiriti. Stefan e Damon, insieme allo sceriffo Forbes, capiscono che la strega può abbassare il velo anche se non è ancora arrivata la Luna piena e si recano a scuola, centro del triangolo, per fermarla.
Katherine consegna a Bonnie la pietra tombale di Qetsiyah, mentre il resto del gruppo si rende conto che Bonnie si trova nel seminterrato. Damon dice ad Elena di non seguirlo in quanto fermare Bonnie è più importante di uccidere Katherine, ma la vampira lo colpisce con un paletto. Bonnie fa cadere il velo e ricompaiono i morti. Damon riceve la visita di Alaric; Rebekah e Matt vengono raggiunti al Grill da Kol, il quale vuole vendicarsi di Elena. Katherine, intanto, viene attaccata da Elena, che è riuscita a trovarla. Stefan e Caroline soccorrono Bonnie che, ancora legata a Katherine, rischia di essere uccisa inconsapevolmente da Elena, che sta torturando il suo doppelganger. Stefan, però, trova la ragazza e riesce a fermarla.
Rebekah aiuta Matt, ferito da Kol con un collo di bottiglia, ma il ragazzo si rifiuta di essere curato dal sangue di vampiro, così, mentre cerca dei medicinali, Rebekah trova Caroline intenta a tagliarsi ripetutamente le vene del polso. Nel frattempo, Bonnie capisce che insieme a lei c'è Silas, e non Stefan e Caroline. Vistosi scoperto, l'immortale fugge nei cunicoli.
Elena viene attaccata da Kol al cimitero, mentre è in lacrime davanti alla tomba di Jeremy e nel frattempo Sheila consiglia Bonnie su come fermare Silas. Damon trova l'immortale, avente ora le sembianze di Alaric, e Bonnie lo pietrifica con un incantesimo. Jeremy salva Elena, mentre Stefan spezza il collo a Kol. La ragazza, tornata in sé, ha così l'occasione di dire addio a Jeremy prima che Bonnie sollevi di nuovo il velo. Stefan torna al Grill affranto perché non ha incontrato il fantasma di Lexi, ma la vampira compare subito davanti a lui. Alaric consegna a Damon la cura, mentre Matt e Rebekah hanno un incontro con tre cacciatori della fratellanza dei cinque: Alexander, Connor e Vaughn. Bonnie cerca di riportare Jeremy in vita, morendo a sua volta senza riuscire a risollevare il velo. 
- Special guest star: Jasmine Guy (Sheila Bennett), Matt Davis (Alaric Saltzman).
- Guest star: Claire Holt (Rebekah Mikaelson), Marguerite MacIntyre (Sceriffo Liz Forbes), Nathaniel Buzolic (Kol Mikaelson), Arielle Kebbel (Lexi Branson), Todd Williams (Connor Jordan), Paul Telfer (Alexander), Charlie Bewley (Galen Vaughn).
- Altri interpreti: Scott Parks (Silas), Mackenzie Britt (Controfigura di Elena).
- Ascolti USA: telespettatori 2 280 000 – share (18–49 anni) 3%[25]

## Il diploma
- Titolo originale: Graduation
- Diretto da: Chris Grismer
- Scritto da: Caroline Dries e Julie Plec

### Trama
Il giorno del diploma è arrivato e Kol raduna tutte le creature soprannaturali vittime dei massacri. Stefan e Lexi cercano di passare il poco tempo che gli resta divertendosi, ma Damon non è della stessa idea e vuole scoprire cosa è andato storto durante il rito per alzare il velo. Sheila convince Bonnie a diplomarsi e a dire addio ai suoi amici. Elena riceve una telefonata di Connor che la minaccia di uccidere tutti coloro che si trovano al Grill, se non gli verranno consegnati Silas e la cura. Nel frattempo, Alexander ha imprigionato Matt su un ordigno esplosivo. Vaughn si presenta da Damon per avere la cura e gli spara, ma Stefan gli strappa il cuore.
Alaric, intanto, si reca al Grill dove riesce a condurre Connor all'esterno del locale prima che il cacciatore si faccia saltare in aria, in questo modo Connor muore per la seconda volta. Katherine minaccia Bonnie di uccidere Elena se non riceverà l'immortalità che le era stata promessa. A casa Salvatore, Damon consegna ad Elena la cura dicendole di prenderla ma lei si rifiuta, rivelando così che non è più asservita al vampiro. Mentre discutono, Elena capisce che Damon è stato colpito da un proiettile intriso di veleno di licantropo e Jeremy gli propone di prendere la cura. Damon, però, è contrario: dà quindi la cura a Vaughn, ritornato nuovamente in vita a causa del fatto che il velo non è stato ancora rialzato, e lo porta alla cava, nelle cui acque profonde ha gettato Silas, ma il cacciatore non gli crede. Con uno stratagemma, Rebekah riesce a prendere il posto di Matt sopra l'ordigno, baciandolo, e dopo averlo fatto allontanare, fugge lasciando esplodere la bomba e facendo morire Alexander nell'esplosione.
Bonnie, Caroline, Matt, Elena e Stefan si recano alla consegna dei diplomi, dove la strega riceve la visita di Kol che la minaccia di far uccidere i suoi amici se il velo non sarà calato del tutto. Nel frattempo, Alaric uccide Vaugh salvando Damon, ma non riesce a fargli prendere la cura, così Caroline cerca di contattare Klaus per guarire l'amico. Le streghe resuscitate attaccano Caroline, Elena e Stefan, che vengono prontamente salvati dall'intervento di Klaus. Elena consegna la cura a Stefan, che però gliela restituisce, mentre Klaus, come regalo per il diploma, dice a Caroline che Tyler potrà tornare in città. Rebekah offre a Matt la possibilità di trascorrere l'estate con lei viaggiando per il mondo; il ragazzo accetta, facendo presente all'Originale che una volta finita la vacanza entrambi dovranno andare avanti per le loro rispettive strade. Elena confessa a Damon di essere innamorata di lui, nonostante i suoi difetti, e i due si baciano, mentre Stefan ascolta tutto e Lexi rimane vicino all'amico. 
Bonnie rialza il velo facendo scomparire tutti i fantasmi, Jeremy le dice addio baciando la strega, ma l'incantesimo che aveva fatto prima di morire, però, funziona e Jeremy torna in vita, accorgendosi poi che Bonnie è ora un fantasma.
A scuola, Elena e Katherine si scontrano, e la prima fa ingoiare la cura a Katherine, ritrasformandola in umana. Stefan va a gettare la cassaforte che contiene Silas nelle acque della cava, ma aprendola scopre che l'immortale non c'è più. Silas si presenta davanti a lui con l'aspetto di Elena, rivelandogli di aver creato lui l'incantesimo dell'immortalità e che la natura ha ristabilito l'equilibrio creando un suo doppelgänger che potesse morire, ovvero lo stesso Stefan. Silas riprende il suo vero aspetto, identico a quello di Stefan, e rinchiude quest'ultimo nella cassaforte, per poi gettarla nel lago della cava.
- Special guest star: Jasmine Guy (Sheila Bennett).
- Guest star: Claire Holt (Rebekah Mikaelson), Matt Davis (Alaric Saltzman), Nathaniel Buzolic (Kol Mikaelson), Arielle Kebbel (Lexi Branson), Todd Williams (Connor Jordan), Paul Telfer (Alexander), Charlie Bewley (Galen Vaughn), Rick Worthy (Rudy Hopkins), Cynthia Addai-Robinson (Aja).
- Altri interpreti: Vincent Farrell (Controfigura di Stefan), Micah Joe Parker (Adrian).
- Ascolti USA: telespettatori 2 240 000 – share (18–49 anni) 3%[26]